# Bixr ibn al-Barà
Bixr ibn al-Barà (àrab: بشر بن البراء, Bixr ibn al-Barāʾ) fou un medinès company del profeta Muhàmmad, del clan dels Banu Sàlima, de la tribu dels Banu Khàzraj.
Juntament amb el seu pare al-Barà ibn Marur fou dels primers conversos. Va combatre a Badr, Úhud, al setge de Medina (Batalla del Fossat) i a Khaybar (628). Aquí es va menjar una ovella enverinada oferta al Profeta per una jueva que volia venjar alguna ofensa a la seva família.
Fou un arquer famós i va tenir controvèrsies amb els jueus de Medina.